# 二碘化二硫
二碘化二硫是一种不稳定的无机化合物，化学式为S2I2，它是红褐色固体，在-30 °C以上分解为硫和碘。

## 制备与性质
起初，贝尔纳·库尔图瓦在探索碘性质的时候将其与硫化合，生成得到了碘化硫，但后来盖-吕萨克重复这一实验时未能成功，得到的是碘和硫的混合物。后来尝试了二氯化二硫和氢碘酸、硫化氢和三氯化碘、氢碘酸和硫的反应但都未能成功。1940年，他通过二氯化二硫和碘化钾在稀四氯化碳中的反应制得了这一化合物。
S2Cl2 + 2 KI → 2S + I2 + 2KCl
反应中，溶液颜色由黄色变为红褐色，最终变为紫色。二碘化二硫在室温时的溶液中缓慢分解，且随着温度升高，分解加速。
二氯化二硫和无水碘化氢在戊烷中于-90 °C反应，也能得到二碘化二硫，它可分离并已得到红外表征。